# Браун, Джордж Стэнфорд
Джордж Стэнфорд Браун (англ. Georg Stanford Brown; род. 24 июня 1943 года) — кубинско-американский актёр и режиссёр. Лауреат премии «Эмми» за лучшую режиссуру драматического сериала (1986).

## Биография
Брауну было семь лет, когда его семья переехала из Гаваны в Гарлем, штат Нью-Йорк.
В 15 лет он сформировал певческую группу The Parthenons, которая незадолго до распада один раз выступила на телевидении. Вскоре после этого Браун бросил среднюю школу. В 17 лет он приехал в Лос-Анджелес. После нескольких лет неуверенности в том, чем он хочет заниматься, он решил продолжить учёбу. Он сдал вступительные экзамены и был принят в Городской колледж Лос-Анджелеса, где специализировался на театральном искусстве, чтобы «взять что-нибудь лёгкое».
Учёба ему понравилась, и он вернулся в Нью-Йорк, чтобы поступить в Американскую музыкально-драматическую академию.
Там он встретил свою жену Тайн Дейли, они оба учились у Филипа Бёртона, наставника Ричарда Бёртона. Они были женаты 24 года, с 1966 по 1990 год. У них три дочери.

## Карьера
Через шесть месяцев после завершения учёбы Браун появился на нью-йоркском Шекспировском фестивале Джозефа Паппа, а затем в роли Анри Филипо в фильме Комедианты с Ричардом Бёртоном и Элизабет Тейлор.
В 1960-е годы Браун сыграл множество ролей в фильмах, в том числе Теона Гибсона в «Дьяволах Дейтона» (1968) и доктора Уилларда в Буллите (1968).
Позже Браун играл Тома Харви в телевизионном мини-сериале 1977 года Корни.
В 1986 году он получил премию «Эмми» за лучшую режиссуру драматического сериала за постановку заключительного эпизода (Parting Shots) 5 сезона сериала «Кегни и Лейси».

## Избранная фильмография
Актёр
- Как украсть миллион / How to Steal a Million (1966)
- Комедианты / The Comedians (1967)
- Облава / Dragnet (1968)
- Дьяволы Дейтона / Dayton’s Devils (1968)
- Джадд, в защиту / Judd, for the Defense (1968)
- Буллит / Bullitt (1968)
- Требуется вор / It Takes a Thief (1968)
- ФБР / The F.B.I. (1968)
- Молодые юристы / The Young Lawyers (1969)
- Джулия / Julia (1969)
- А вот и невесты / Here Come the Brides (1970)
- Ритуал зла / Ritual of Evil (1970)
- Колосс: Проект Форбина / Colossus: The Forbin Project (1970)
- Название игры / The Name of the Game (1970)
- Интерны / The Interns (1970)
- Менникс / Mannix (1969—1971)
- Комната 222 / Room 222 (1972)
- Медицинский центр / Medical Center (1970—1972)
- Миссия невыполнима / Mission: Impossible (1972)
- Дикари в небе / Wild in the Sky (1972)
- Главный / The Man (1972)
- Норман Корвин представляет / Norman Corwin Presents (1972)
- Новички / The Rookies (1972—1976)
- Доун: портрет юной беглянки / Dawn: Portrait of a Teenage Runaway (1976)
- Корни / Roots (1977)
- Корни: Следующие поколения / Roots: The Next Generations (1979)
- Пэрис / Paris (1979)
- Буйнопомешанные / Stir Crazy (1980)
- Полицейский отряд! / Police Squad! (1982)
- Мальчик со сломанным ореолом / The Kid with the Broken Halo (1982)
- Imps* / Imps* (1983)
- Кегни и Лейси / Cagney & Lacey (1984)
- История Джесси Оуэнса / The Jesse Owens Story (1984)
- Север и Юг / North and South (1985)
- Мэтлок / Matlock (1987—1989)
- Джейк и толстяк / Jake and the Fatman (1990)
- Домашняя вечеринка 2 / House Party 2 (1991)
- Мартин / Martin (1995)
- Малькольм и Эдди / Malcolm & Eddie (1997)
- Рыцари правосудия / Team Knight Rider (1998)
- Семейное право / Family Law (2000)
- Linc’s / Linc’s (1998—2000)
- Свобода / Freedom (2000)
- Восточный парк / The District (2001)
- Сильное лекарство / Strong Medicine (2002)
- Мечты о Джулии/Кубинская кровь / Dreaming of Julia (2003)
- Части тела / Nip/Tuck (2004)
- Справедливая Эми / Judging Amy (2005)
- Кандалы / Shackles (2005)
- Читальный зал / The Reading Room (2005)

Режиссёр
- Новобранцы / The Rookies (1975—1976)
- Старски и Хатч / Starsky & Hutch (1977)
- Фитцпатрики / The Fitzpatricks (1978)
- Семья / Family (1978)
- Лукан / Lucan (1978)
- Остров фантазий / Fantasy Island (1978)
- Ангелы Чарли / Charlie’s Angels (1977—1979)
- Корни: Следующие поколения / Roots: The Next Generations (1979)
- Пэрис / Paris (1979—1980)
- Тэнспид и Браун Шу / Tenspeed and Brown Shoe (1980)
- Лу Грант / Lou Grant (1981)
- Палмерстон, США / Palmerstown, U.S.A. (1981)
- Белый тигр Грэмблинга / Grambling’s White Tiger (1981)
- Величайший американский герой / The Greatest American Hero (1981)
- Полицейский отряд! / Police Squad! (1982)
- Слава / Fame (1983)
- Травма-Центр / Trauma Center (1983)
- Миссисипи / The Mississippi (1983)
- Хардкасл и Маккормик / Hardcastle and McCormick (1984)
- Каскадёры / The Fall Guy (1984)
- Призыв к славе / Call to Glory (1984)
- Частный детектив Магнум / Magnum, P.I. (1984)
- Полиция Майами / Miami Vice (1984—1985)
- Искатель потерянной любви / Finder of Lost Loves (1985)
- Отель / Hotel (1985)
- Бумажная погоня / The Paper Chase (1985)
- Блюз Хилл-стрит / Hill Street Blues (1981—1986)
- Жёсткое печенье / Tough Cookies (1986)
- Кегни и Лейси / Cagney & Lacey (1982—1986)
- Династия / Dynasty (1984—1986)
- Отец и сын: опасные отношения / Father & Son: Dangerous Relations (1993)
- Вайпер / Viper (1996)
- Linc’s / Linc’s (1999)
- Братья Гарсиа / The Brothers García (2000)
- Дальний удар / The Long Shot (2004)
- Свадебная лихорадка / Wedding Daze (2004)
- Читальный зал / The Reading Room (2005)